# Baleshwar
Baleshwar là một thành phố và khu đô thị của quận Baleshwar thuộc bang Orissa, Ấn Độ.

## Nhân khẩu
Theo điều tra dân số năm 2001 của Ấn Độ, Baleshwar có dân số 106.032 người. Phái nam chiếm 52% tổng số dân và phái nữ chiếm 48%. Baleshwar có tỷ lệ 76% biết đọc biết viết, cao hơn tỷ lệ trung bình toàn quốc là 59,5%: tỷ lệ cho phái nam là 81%, và tỷ lệ cho phái nữ là 70%. Tại Baleshwar, 11% dân số nhỏ hơn 6 tuổi.